# Barbara Bosson
Barbara Bosson (Charleroi (Pennsylvania), 1 november 1939 – Los Angeles, 18 februari 2023) was een Amerikaans actrice.
Bosson is vooral bekend van haar rol als Fay Furillo in de televisieserie Hill Street Blues, een rol die ze van 1981 tot 1986 speelde.

Bosson was van 1969 tot 1997 getrouwd met Steven Bochco met wie zij twee kinderen heeft.
Ze overleed op 83-jarige leeftijd.

## Filmografie (beknopt)
- Murder One - Miriam Grasso (1997)
- Lois & Clark: The New Adventures of Superman - Dr. Friskin (1995)
- Jury Duty: The Comedy - Brattner (1990)
- Little Sweetheart (1989)
- Supermom's daughter (1987)
- The Education of Allison Tate (1986)
- Hostage Flight (1985)
- The Last Starfighter (1984)
- Calendar Girl Murders (1984)
- Operating Room (1978)
- Capricorn One (1978)
- Mame (1974)
- Bullitt - Verpleegster (niet op aftiteling) (1968)